# OLSR
OLSR (англ. Optimized Link-State Routing) — протокол маршрутизации для MANET, который также может использоваться в других беспроводных сетях. OLSR — проактивный протокол маршрутизации, использующий обмен сообщениями приветствия (hello) и контроля (topology control) для получения информации о топологии сети. Узлы используют эту информацию для определения следующего прыжка в пути маршрутизируемого пакета. Является одним из наиболее популярных протоколов, которые используются для маршрутизации в беспроводных сетях MANET.

## Принцип работы
OLSR основан на механизме широковещательной рассылки для обновления информации о топологии сети. Особенностью протокола является то, что эта информация известна каждому узлу сети. В OLSR узел сети отправляет так называемое HELLO-сообщение. Изменение в топологии сети узлы обнаруживают с помощью принятых HELLO-сообщений от соседей. В этих сообщениях содержится собственный адрес узла, отправившего данное оповещение, а также перечень всех его доступных соседей, их адреса с указанием типа соединения (симметричное или асимметричное). Таким образом узел сообщает своим соседям о доступных ему связях. Каждый абонент сохраняет у себя информацию о своих одно- (neighbors) и двухшаговых соседях (two-hop neighbors). Отправка HELLO-сообщений производится с заданным интервалом. В случае, если в течение определенного времени узел не принимает HELLO-сообщение от соседа, то связь с ним считается разорванной. Соответствующее изменение вносится в таблицу топологии сети абонента. 
Помимо всего в сети узлы периодически передают широковещательное TC-сообщение (topology control). В этом сообщении содержится информация о соединении абонента с одношаговыми соседями. По полученной информации из ТС- и HELLO-сообщений, узел строит граф, который описывает представление о построении сети для данного узла. С помощью этого графа строится таблица кратчайших путей передачи информации до каждого узла. 
Очевидно, что в таком способе организации связи между узлами есть существенный недостаток. Естественна ситуация, когда двухшаговый сосед может являться одношаговым для двух и более одношаговых соседей передающего узла. Тогда создастся ситуация, в которой двухшаговый сосед будет получать одно и то же HELLO-сообщение несколько раз. Для решения таких ситуаций в OLSR предусмотрен метод оптимизации рассылки сетевой информации о состояниях Multipoint Relay (MPR). По таблице топологии сети узел выбирает таких одношаговых соседей с симметричной связью, которые являются одношаговыми соседями хотя бы одному двушаговому соседу данного узла. Этот метод позволяет уменьшить трафик широковещательной рассылки.

## Формат пакетов

### Заголовок пакета
В схеме заголовки IP и UDP были пропущены.
| 0                   | 1             | 2             | 3             | 4             | 5             | 6             | 7             | 8             | 9             | 10            | 11            | 12            | 13            | 14            | 15            | 16                     | 17                     | 18                     | 19                     | 20                     | 21                     | 22                     | 23                     | 24                     | 25                     | 26                     | 27                     | 28                     | 29                     | 30                     | 31                     |
| ------------------- | ------------- | ------------- | ------------- | ------------- | ------------- | ------------- | ------------- | ------------- | ------------- | ------------- | ------------- | ------------- | ------------- | ------------- | ------------- | ---------------------- | ---------------------- | ---------------------- | ---------------------- | ---------------------- | ---------------------- | ---------------------- | ---------------------- | ---------------------- | ---------------------- | ---------------------- | ---------------------- | ---------------------- | ---------------------- | ---------------------- | ---------------------- |
| Packet length       | Packet length | Packet length | Packet length | Packet length | Packet length | Packet length | Packet length | Packet length | Packet length | Packet length | Packet length | Packet length | Packet length | Packet length | Packet length | Packet sequence number | Packet sequence number | Packet sequence number | Packet sequence number | Packet sequence number | Packet sequence number | Packet sequence number | Packet sequence number | Packet sequence number | Packet sequence number | Packet sequence number | Packet sequence number | Packet sequence number | Packet sequence number | Packet sequence number | Packet sequence number |
| Заголовок сообщения |               |               |               |               |               |               |               |               |               |               |               |               |               |               |               |                        |                        |                        |                        |                        |                        |                        |                        |                        |                        |                        |                        |                        |                        |                        |                        |
| Сообщение           |               |               |               |               |               |               |               |               |               |               |               |               |               |               |               |                        |                        |                        |                        |                        |                        |                        |                        |                        |                        |                        |                        |                        |                        |                        |                        |
| …                   |               |               |               |               |               |               |               |               |               |               |               |               |               |               |               |                        |                        |                        |                        |                        |                        |                        |                        |                        |                        |                        |                        |                        |                        |                        |                        |
| Заголовок сообщения |               |               |               |               |               |               |               |               |               |               |               |               |               |               |               |                        |                        |                        |                        |                        |                        |                        |                        |                        |                        |                        |                        |                        |                        |                        |                        |
| Сообщение           |               |               |               |               |               |               |               |               |               |               |               |               |               |               |               |                        |                        |                        |                        |                        |                        |                        |                        |                        |                        |                        |                        |                        |                        |                        |                        |

Packet Length
Размер пакета в байтах.
Packet Sequence Number
Порядковый номер пакета. Должен увеличиваться на единицу каждый раз, когда отправляется новый.

## Сообщения

### Заголовок сообщения
| 0                  | 1            | 2            | 3            | 4            | 5            | 6            | 7            | 8         | 9         | 10        | 11        | 12        | 13        | 14        | 15        | 16                      | 17                      | 18                      | 19                      | 20                      | 21                      | 22                      | 23                      | 24                      | 25                      | 26                      | 27                      | 28                      | 29                      | 30                      | 31                      |
| ------------------ | ------------ | ------------ | ------------ | ------------ | ------------ | ------------ | ------------ | --------- | --------- | --------- | --------- | --------- | --------- | --------- | --------- | ----------------------- | ----------------------- | ----------------------- | ----------------------- | ----------------------- | ----------------------- | ----------------------- | ----------------------- | ----------------------- | ----------------------- | ----------------------- | ----------------------- | ----------------------- | ----------------------- | ----------------------- | ----------------------- |
| Message Type       | Message Type | Message Type | Message Type | Message Type | Message Type | Message Type | Message Type | Vtime     | Vtime     | Vtime     | Vtime     | Vtime     | Vtime     | Vtime     | Vtime     | Message Size            | Message Size            | Message Size            | Message Size            | Message Size            | Message Size            | Message Size            | Message Size            | Message Size            | Message Size            | Message Size            | Message Size            | Message Size            | Message Size            | Message Size            | Message Size            |
| Originator Address |              |              |              |              |              |              |              |           |           |           |           |           |           |           |           |                         |                         |                         |                         |                         |                         |                         |                         |                         |                         |                         |                         |                         |                         |                         |                         |
| Time To Live       | Time To Live | Time To Live | Time To Live | Time To Live | Time To Live | Time To Live | Time To Live | Hop Count | Hop Count | Hop Count | Hop Count | Hop Count | Hop Count | Hop Count | Hop Count | Message Sequence Number | Message Sequence Number | Message Sequence Number | Message Sequence Number | Message Sequence Number | Message Sequence Number | Message Sequence Number | Message Sequence Number | Message Sequence Number | Message Sequence Number | Message Sequence Number | Message Sequence Number | Message Sequence Number | Message Sequence Number | Message Sequence Number | Message Sequence Number |
| Сообщение          |              |              |              |              |              |              |              |           |           |           |           |           |           |           |           |                         |                         |                         |                         |                         |                         |                         |                         |                         |                         |                         |                         |                         |                         |                         |                         |

Message Type
Тип пересылаемого сообщения. Значения от 0 до 127 зарезервированы.
- 1 — HELLO_MESSAGE
- 2 — TC_MESSAGE
- 3 — MID_MESSAGE
- 4 — HNA_MESSAGE

Vtime (validity time)
Срок, на который сообщение считается актуальным, пока не будет получено новое сообщение.
Message Size
Размер сообщения.
Originator Address
Адрес создателя сообщения.
Time To Live
Максимальное количество «прыжков» (англ. hops), которое должно совершить сообщение. Если оно равно 0 или 1, то сообщение не должно передаваться дальше. При каждом прыжке должно уменьшаться на единицу.
Hop Count
Количество «прыжков», которое сообщение совершило. Должно увеличиваться на 1 при каждом «прыжке».
Message Sequence Number
Порядковый номер сообщения. Должен увеличиваться на единицу каждый раз, когда составляется новое сообщение. Используются для того, чтобы предотвратить повторную пересылку одного и того же сообщения. 

### HELLO_MESSAGE
Сообщения HELLO используются для уточнения текущей конфигурации сети. Отправляются периодически.
| 0               | 1               | 2               | 3               | 4               | 5               | 6               | 7               | 8               | 9               | 10              | 11              | 12              | 13              | 14              | 15              | 16                | 17                | 18                | 19                | 20                | 21                | 22                | 23                | 24                | 25                | 26                | 27                | 28                | 29                | 30                | 31                |
| --------------- | --------------- | --------------- | --------------- | --------------- | --------------- | --------------- | --------------- | --------------- | --------------- | --------------- | --------------- | --------------- | --------------- | --------------- | --------------- | ----------------- | ----------------- | ----------------- | ----------------- | ----------------- | ----------------- | ----------------- | ----------------- | ----------------- | ----------------- | ----------------- | ----------------- | ----------------- | ----------------- | ----------------- | ----------------- |
| Зарезервировано | Зарезервировано | Зарезервировано | Зарезервировано | Зарезервировано | Зарезервировано | Зарезервировано | Зарезервировано | Зарезервировано | Зарезервировано | Зарезервировано | Зарезервировано | Зарезервировано | Зарезервировано | Зарезервировано | Зарезервировано | Htime             | Htime             | Htime             | Htime             | Htime             | Htime             | Htime             | Htime             | Willingness       | Willingness       | Willingness       | Willingness       | Willingness       | Willingness       | Willingness       | Willingness       |
| Link Code       | Link Code       | Link Code       | Link Code       | Link Code       | Link Code       | Link Code       | Link Code       | Зарезервировано | Зарезервировано | Зарезервировано | Зарезервировано | Зарезервировано | Зарезервировано | Зарезервировано | Зарезервировано | Link Message Size | Link Message Size | Link Message Size | Link Message Size | Link Message Size | Link Message Size | Link Message Size | Link Message Size | Link Message Size | Link Message Size | Link Message Size | Link Message Size | Link Message Size | Link Message Size | Link Message Size | Link Message Size |
| Адрес соседа    |                 |                 |                 |                 |                 |                 |                 |                 |                 |                 |                 |                 |                 |                 |                 |                   |                   |                   |                   |                   |                   |                   |                   |                   |                   |                   |                   |                   |                   |                   |                   |
| …               |                 |                 |                 |                 |                 |                 |                 |                 |                 |                 |                 |                 |                 |                 |                 |                   |                   |                   |                   |                   |                   |                   |                   |                   |                   |                   |                   |                   |                   |                   |                   |
| Зарезервировано | Зарезервировано | Зарезервировано | Зарезервировано | Зарезервировано | Зарезервировано | Зарезервировано | Зарезервировано | Зарезервировано | Зарезервировано | Зарезервировано | Зарезервировано | Зарезервировано | Зарезервировано | Зарезервировано | Зарезервировано | Htime             | Htime             | Htime             | Htime             | Htime             | Htime             | Htime             | Htime             | Willingness       | Willingness       | Willingness       | Willingness       | Willingness       | Willingness       | Willingness       | Willingness       |
| Link Code       | Link Code       | Link Code       | Link Code       | Link Code       | Link Code       | Link Code       | Link Code       | Зарезервировано | Зарезервировано | Зарезервировано | Зарезервировано | Зарезервировано | Зарезервировано | Зарезервировано | Зарезервировано | Link Message Size | Link Message Size | Link Message Size | Link Message Size | Link Message Size | Link Message Size | Link Message Size | Link Message Size | Link Message Size | Link Message Size | Link Message Size | Link Message Size | Link Message Size | Link Message Size | Link Message Size | Link Message Size |
| Адрес соседа    |                 |                 |                 |                 |                 |                 |                 |                 |                 |                 |                 |                 |                 |                 |                 |                   |                   |                   |                   |                   |                   |                   |                   |                   |                   |                   |                   |                   |                   |                   |                   |
| …               |                 |                 |                 |                 |                 |                 |                 |                 |                 |                 |                 |                 |                 |                 |                 |                   |                   |                   |                   |                   |                   |                   |                   |                   |                   |                   |                   |                   |                   |                   |                   |
| Адрес соседа    |                 |                 |                 |                 |                 |                 |                 |                 |                 |                 |                 |                 |                 |                 |                 |                   |                   |                   |                   |                   |                   |                   |                   |                   |                   |                   |                   |                   |                   |                   |                   |

Для соблюдения спецификации зарезервированные биты должны быть равны 0. 

Htime (Hello emission interval)

 Периодичность отправки сообщений HELLO.
Willingness

 Готовность узла передавать полученные сообщения дальше. Может принимать значение от 0 (WILL_NEVER, не будет передавать) до 7 (WILL_ALWAYS, будет передавать всегда) включительно. Значение может меняться в зависимости от состояния узла, то есть, если устройство работает от батареи, то оно может понижать уровень готовности по мере снижения заряда.  
Link Code

 Характеризует последующий список соседей этого узла. По спецификации должно быть меньше 16 и должно содержать в себе два поля по два бита каждое 

| 7 | 6 | 5 | 4 | 3             | 2             | 1         | 0         |
| - | - | - | - | ------------- | ------------- | --------- | --------- |
| 0 | 0 | 0 | 0 | Neighbor Type | Neighbor Type | Link Type | Link Type |
- Neighbor Types — тип соседа:
  - SYM_NEIGH — имеет хотя бы одно симметричное соединение с узлом.
  - MPR_NEIGH — имеет хотя бы одно симметричное соединение с узлом и был выбран как MPR.
  - NOT_NEIGH — сообщает о том, что симметричное соединение было разорвано или ещё не установлено.

- Link Types — тип соединения:
  - UNSPEC_LINK — нет никакой информации о типе соединения.
  - ASYM_LINK — соединение асимметрично.
  - SYM_LINK — соединение симметрично.
  - LOST_LINK — соединение потеряно.

Link Message Size

 Размер сообщения в байтах начиная с поля Link Code до следующего поля Link Code или до конца сообщения. 

### TC_MESSAGE
Используется для передачи информации о MPR соседях узла.
| 0            | 1    | 2    | 3    | 4    | 5    | 6    | 7    | 8    | 9    | 10   | 11   | 12   | 13   | 14   | 15   | 16              | 17              | 18              | 19              | 20              | 21              | 22              | 23              | 24              | 25              | 26              | 27              | 28              | 29              | 30              | 31              |
| ------------ | ---- | ---- | ---- | ---- | ---- | ---- | ---- | ---- | ---- | ---- | ---- | ---- | ---- | ---- | ---- | --------------- | --------------- | --------------- | --------------- | --------------- | --------------- | --------------- | --------------- | --------------- | --------------- | --------------- | --------------- | --------------- | --------------- | --------------- | --------------- |
| ANSN         | ANSN | ANSN | ANSN | ANSN | ANSN | ANSN | ANSN | ANSN | ANSN | ANSN | ANSN | ANSN | ANSN | ANSN | ANSN | Зарезервировано | Зарезервировано | Зарезервировано | Зарезервировано | Зарезервировано | Зарезервировано | Зарезервировано | Зарезервировано | Зарезервировано | Зарезервировано | Зарезервировано | Зарезервировано | Зарезервировано | Зарезервировано | Зарезервировано | Зарезервировано |
| Адрес соседа |      |      |      |      |      |      |      |      |      |      |      |      |      |      |      |                 |                 |                 |                 |                 |                 |                 |                 |                 |                 |                 |                 |                 |                 |                 |                 |
| …            |      |      |      |      |      |      |      |      |      |      |      |      |      |      |      |                 |                 |                 |                 |                 |                 |                 |                 |                 |                 |                 |                 |                 |                 |                 |                 |
| Адрес соседа |      |      |      |      |      |      |      |      |      |      |      |      |      |      |      |                 |                 |                 |                 |                 |                 |                 |                 |                 |                 |                 |                 |                 |                 |                 |                 |

ANSN (Advertised Neighbor Sequence Number)
Порядковый номер сообщения. Должен увеличиваться на единицу каждый раз, когда составляется новое сообщение. Характеризует свежесть информации в сообщении. 